# Francesco Coco
Francesco Coco (ur. 8 stycznia 1977 w Paternò) – włoski piłkarz, występujący na pozycji lewego obrońcy. Jego ostatnim klubem był Inter Mediolan.
W przeszłości występował w AC Torino, Vicenza Calcio, A.C. Milan, AS Livorno i FC Barcelona. Wraz z reprezentacją Włoch uczestniczył w MŚ 2002 rozgrywanych w Korei Południowej i Japonii.
We wrześniu 2007 roku rozwiązał obowiązujący jeszcze dwa lata kontrakt z Interem Mediolan i zakończył przedwcześnie karierę.